# Wolfgang Kirchner

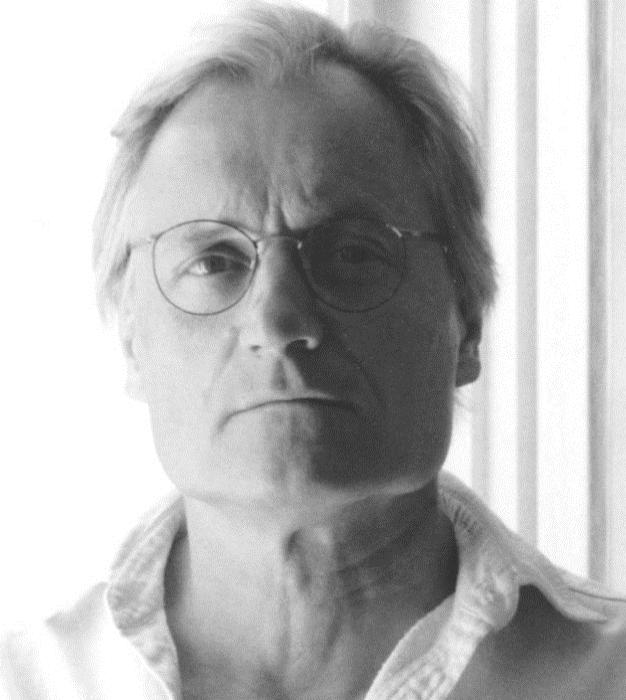
Wolfgang Kirchner, Drehbuchautor

Wolfgang Kirchner (* 1935 in Danzig) ist ein deutscher Schriftsteller und Drehbuchautor.

## Leben
Wolfgang Kirchner studierte Germanistik, Romanistik und Kunstgeschichte. Er übersetzte Theaterstücke u. a. von Balzac, Molière und Pierre Chesnot und schrieb diverse Rundfunksendungen, Hörspiele und Radiofeatures. Sein Jugendroman „Wir durften nichts davon wissen“ erschien 2002 im Rowohlt Verlag. Wolfgang Kirchner lebt und arbeitet in Berlin.

## Werk
Kirchner begann seine Filmkarriere mit der Familienserie Kapitän Harmsen und schrieb einige Folgen der Kriminalserie Hamburg Transit. Er verfasste die Drehbücher zu den Bernhard-Wicki-Filmen „Das Spinnennetz“ und „Sansibar oder Der letzte Grund“ und entwickelte die sechsteilige ZDF-Mini-Serie „Oronya oder Die Würde des Menschen“ über kirchliche Entwicklungshilfe in Afrika.
Nach seinen Skripten entstanden die Mini-Serie 'Bankier für Preußen' sowie die Filme „Denken heißt zum Teufel beten“, „Die Mauerbrockenbande“, „Die heilige Hure“, „Sturmzeit“ und „Die Brücke“ (Remake). Sein Dokumentarfilm „Im Sommer sterb‘ ich nicht so leicht“ wurde mit dem Robert-Geisendörfer-Preis ausgezeichnet; „Sansibar oder Der Letzte Grund“ erhielt den Grimme-Preis in Gold.

## Drehbuchlehre
Kirchner lehrte an der Filmakademie Baden-Württemberg. Als Dozent für Drehbuchschreiben ist er an der dffb, beim Drehbuchcamp Wiesbaden und an der Bayerischen Akademie für Fernsehen tätig und hält Seminare an der Filmschule Hamburg Berlin. Sein Werk 'Wie man überraschend gute Drehbücher schreibt', in dem er auch die Zusammenarbeit mit Bernhard Wicki schildert, erschien im Sommer 2015 in Berlin.

## Publikationen
- Wir durften nichts davon wissen. Ein Jugendroman. Roman, Rowohlt, Reinbek bei Hamburg, ISBN 3-499-20140-2.
- Notzeit. Roman, Epubli, Berlin, ISBN 978-3-7375-4862-5.
- Wie man überraschend gute Drehbücher schreibt. Epubli, Berlin, ISBN 978-3-7375-5929-4 (im Druck)
- Szenen der Angst. Epubli, Berlin, ISBN 978-3-7375-7540-9 (Hrsg.)

## Filmografie (Auswahl)
- 1973: Die Tausender-Reportage (Fernsehserie)
- 1974: Arme klauen nicht (Regie: Claus Peter Witt)
- 1976: Freiwillige Feuerwehr
- 1980: Oronya oder Die Würde des Menschen (ZDF-Miniserie)
- 1986: Bankier für Preußen (siebenteilige Historienserie, mit Peter Deutsch)
- 1989: Das Spinnennetz (nach Joseph Roth)
- 1998: Die heilige Hure (nach Heide-Marie Emmermann)
- 1999: Sturmzeit (nach Charlotte Link)
- 2008: Die Brücke (nach Manfred Gregor)

## Auszeichnungen
- 1976 Ernst-Schneider-Preis für die Hörfunksendung Nach getaner Arbeit ein schlechtes Gewissen.
- 1984 Otto-Stoessl-Preis
- 1988 Robert-Geisendörfer-Preis
- 1988 Publikumspreis der Marler Gruppe im Rahmen des Adolf-Grimme-Preis (mit Bernhard Wicki)
- 1991 Jakob-Kaiser-Preis